# Pierluigi Fornelli
Pierluigi Fornelli es un deportista italiano que compitió en vela en la clase Soling. Ganó una medalla de bronce en el Campeonato Mundial de Soling de 1998.

## Palmarés internacional
| \| Campeonato Mundial \| Campeonato Mundial \| Campeonato Mundial \| Campeonato Mundial \| \| Año \| Lugar \| Medalla \| Clase \| \| ------------------ \| -------------------------- \| ------------------ \| ------------------ \| \| 1998 \| Milwaukee (Estados Unidos) \| Medalla de bronce \| Soling \| |                            |                   |        |
| Campeonato Mundial |                            |                   |        |
| Año | Lugar                      | Medalla           | Clase  |
| 1998 | Milwaukee (Estados Unidos) | Medalla de bronce | Soling |